# Dolina Veľkej Bielej vody

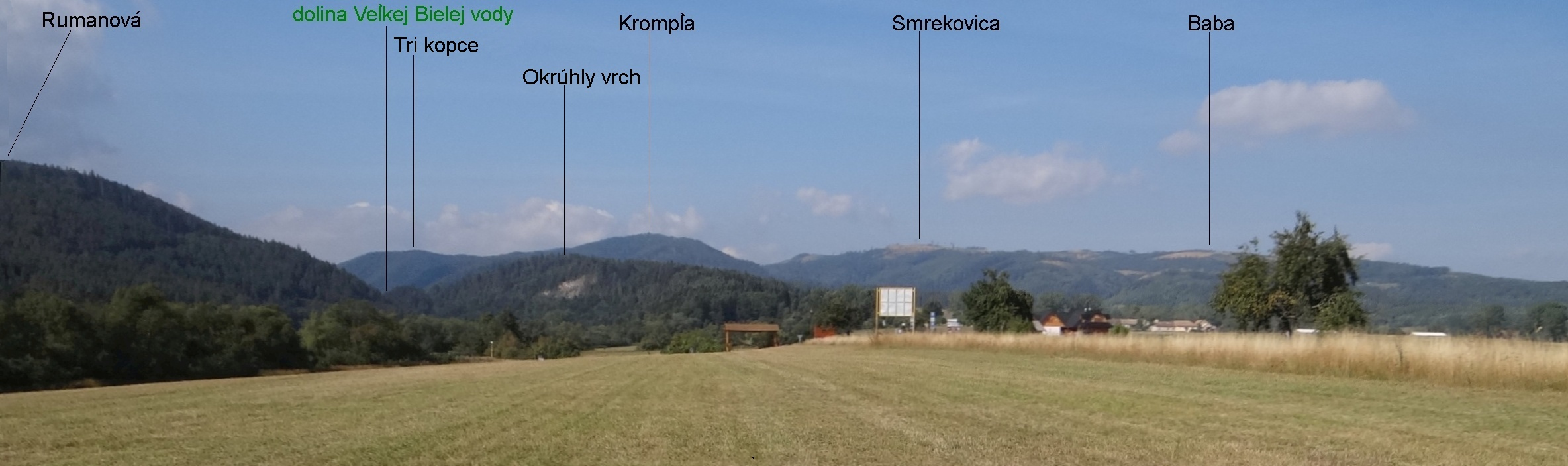
Widok z Hrabušic

Dolina Veľkej Bielej vody – dolina w  północno-zachodniej części Słowackiego Raju. Spływa nią potok Veľká Biela voda.  Górny koniec doliny znajduje się pomiędzy szczytem Kopanec (1132 m) i  nie posiadającym nazwy wierzchołkiem 934 m. Dolina opada w północno-wschodnim kierunku i w Podlesoku na wysokości około 580 m uchodzi do Kotliny Hornadzkiej. Ma jedno orograficznie lewe odgałęzienie – Čierna dolina i cztery prawe: dolina, którą płynie  Štvrtocký potok, Veľký Sokol, Biela dolina i Zadná diera.
Dolina Veľkej Bielej vody oddziela płaskowyż Glac od najbardziej zachodniej części Słowackiego Raju. Jest całkowicie zalesiona. Na jej dnie znajdują się tylko dwie polany: niewielka Horáreň Sokol z leśniczówką i większa Hrabušická Píla z osadą turystyczną. Na odcinku między tymi osadami dolina jest głęboko wcięta. Wzdłuż potoku Veľká Biela voda prowadzi droga asfaltowa nr III/536014, zamknięta w okresie zimowym i dla pojazdów o masie powyżej 7,5 t. Dnem doliny prowadzą 2 szlaki turystyczne, dolina jest też punktem startowym do zwiedzania dwóch wąwozów Słowackiego Raju; prowadzące do nich szlaki są bowiem jednokierunkowe i mają swój początek na dnie doliny.

## Szlaki turystyczne
Podlesok – Hrabušická Píla (50 min) – Horáreň Sokol – Štvrtocká píla – przełęcz Kopanec – Stratená (Krivian)
  Hrabušická Píla – Piecky – skrzyżowanie ze szlakiem zielonym. Szlak jednokierunkowy. 1.50 h
  wylot wąwozu Veľký Sokol – Veľký Sokol – Glacká cestá. Szlak jednokierunkowy. 2.30 h
  Horáreň Sokol – Predná hoľa – Vernár